# Textpattern
Textpattern es un sistema de gestión de contenido de código abierto desarrollado originalmente por Dean Allen. Aunque a menudo se lo considera una herramienta de creación de blogs, su propósito es la creación de sitios web completos de carácter más general. Textpattern está escrito en PHP sobre una base de datos MySQL. Se distribuyen bajo licencia GNU General Public License GPL Versión 2. 

## Historia
Textpattern nació del sistema usado para publicar Textism, el sitio personal de Dean Allen, y se ofreció en prueba a los testeadores en versión alfa en 2001. Desde la versión gamma, numerada como 1.19 (7 de junio de 2004) Textpattern se publicó bajo licencia GNU GPL. Durante el desarrollo de la versión 1.0 se sumaron al equipo de desarrollo Alex Shiels, Pedro Palazón y Sencer Yurdagül Archivado el 12 de septiembre de 2007 en Wayback Machine.; esta versión, que finalmente se numeró como 4.0 se editó el 14 de agosto de 2005.
La versión 4.5.4 de diciembre del 2012, tiene mejoras, incluyendo un nuevo tema por defecto en HTML5 y una modernización amplia del área de administración.
Actualmente, todos los desarrolladores iniciales de Textpattern han dejado el proyecto: Allen y Palazón en 2006, Shiels en 2007, y Yurdagül en 2009. En julio de 2012, los desarrolladores actuales son Stef Dawson, Jukka Svahn y Robert Wetzlmayr. El diseñador principal es Phil Wareham. Ruud Van Melick contribuye todavía al proyecto como «desarrollador emérito».

## Características
Entre las características de Textpattern se cuentan:
- Facilidad de publicación usando Textile, un sistema de conversión de texto a HTML que permite publicar sin aprender este lenguaje.
- Previsualicación del aspecto final y del código XHTML.
- XHTML acorde con los estándares World Wide Web Consortium y CSS.
- Un sistema de plantillas que permite la creación de bloques de contenido, llamados "formularios", y un constructor de etiquetas para automatizar su creación.
- Jerarquía de usuarios basada en distintos privilegios, lo que permite crear una estructura organizada de escritores, editores y diseñadores.
- Sistema de comentarios con medidas anti spam.
- Sistema incluido de estadísticas.
- Sindicación del contenido del sitio a través de RSS y Atom.
- Soporte de plugins desarrollados por la comunidad.
- Editor CSS incorporado.
- Sistema integrado de gestión de enlaces.
- Sistema integrado de gestión de imágenes.
- Sistema de gestión de archivos disponibles para su descarga.
- Separación del contenido en secciones, que afectan a la presentación, y categorías, que lo agrupan por conceptos.
- Publicación UTF-8 con soporte para numerosos idiomas.
- No soporta Pingback ni Trackback.